# Johan Willem de Sturler

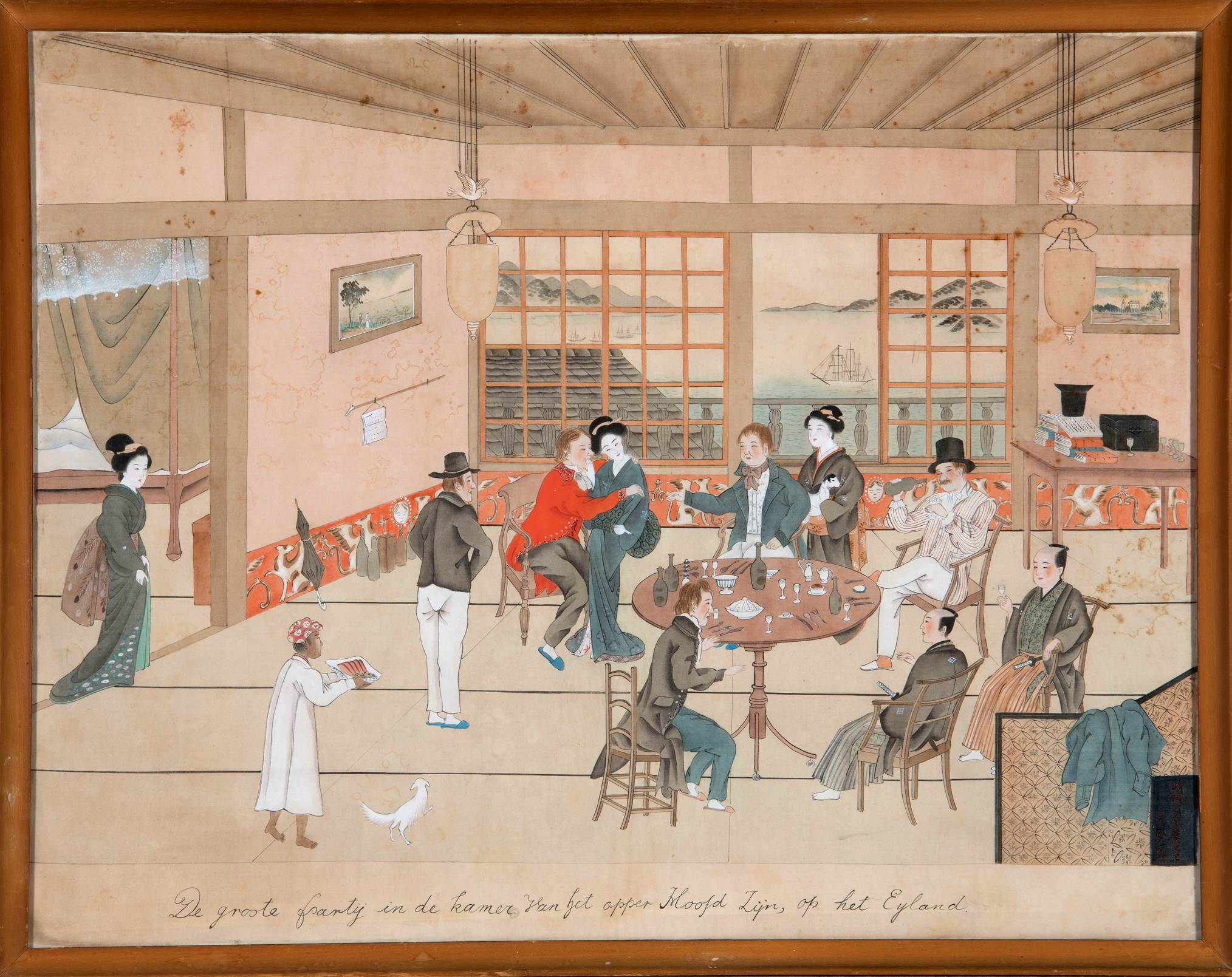
Japanse prent van Keiga Kawahara waarbij J.W. de Sturler in het midden is afgebeeld in zijn ambtswoning op Dejima (1825)

Johan Willem de Sturler, ook Johan Wilhelm de Sturler, Jean Guillaume de Sturler (Sittard, 7 december 1774 - Parijs, 9 januari 1855) was kolonel in Nederlandse dienst. 

## Levensloop
Johan Willem de Sturler trad in dienst als kadet der Artillerie in 1788. Hij woonde veldtochten bij  onder erfstadhouder Willem V in 1793 en 1794 waar hij gewond raakte. Later was hij als Kommandant der Artillerie onder andere betrokken bij de bemachtiging van fort Halfweg (Haarlem) op 24 november 1813 en de blokkade van Naarden op 13 mei 1814. Van 1823 tot 1826 was hij opperhoofd van de Nederlandse handel in Japan op het eiland Dejima. In 1826 voltooide hij de hofreis naar Edo (vergezeld door Von Siebold) waar hij een bezoek bracht aan de Shogun. Hij overleed in 1855 te Parijs.
Rol in de kunstgeschiedenis
De Sturler speelde een cruciale rol bij het naar Europa brengen van werk van de Japanse schilder Katsushika Hokusai (1760-1849), dat in opdracht was gegeven door Jan Cock Blomhoff. De Bibliothèque Nationale in Parijs bezit nog steeds deze collectie. Aanvankelijk wilde Siebold Hokusai niet de volledige overeengekomen prijs betalen, maar de Stürler protesteerde en betaalde het volledige bedrag.